# Gördammen
Gördammen är en sjö i Nora kommun i Västmanland och ingår i Norrströms huvudavrinningsområde.